# Typosyllis pharobroomensis
Typosyllis pharobroomensis är en ringmaskart som beskrevs av Hartmann-Schröder 1979. Typosyllis pharobroomensis ingår i släktet Typosyllis och familjen Syllidae. Inga underarter finns listade i Catalogue of Life.